# Hälgö säteri

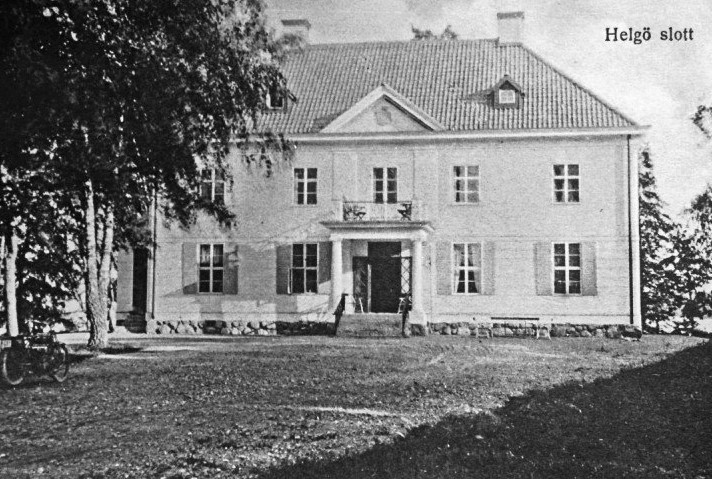
Hälgös huvudbyggnad "Slottet", 1930-tal.

Hälgö (äldre namn Heljö eller Helgö) var ett säteri beläget vid Sibbofjärden i Tystberga socken i tidigate Rönö härad (nuvarande Nyköpings kommun). Hälgö hörde före 1525, tillsammans med Björksund, till den stora Gripska egendomen Sundboholm i Södermanland.

## Historik

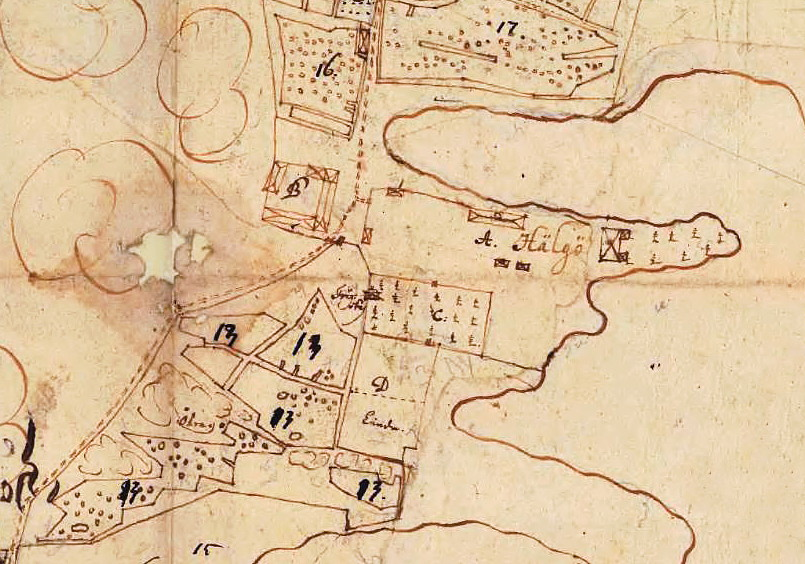
Hälgö 1717 (norr är till vänster)

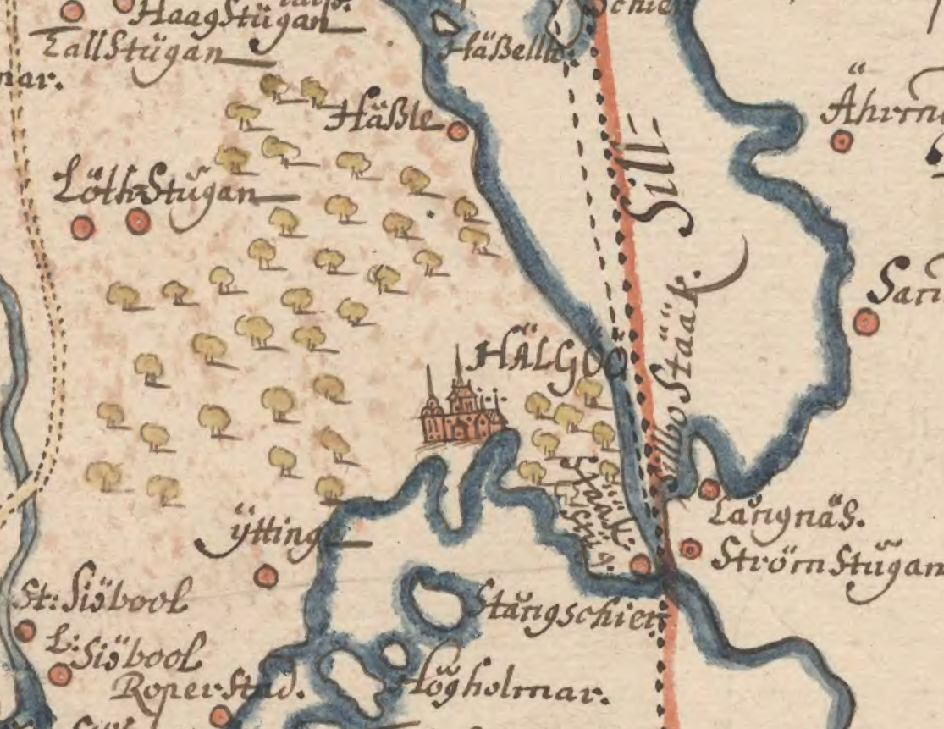
Utdrag ur "Geometrisch Affrijtnningh Öffwer Tysteberga och Bälingh Socknar, 1678

Området vid Sibbostäk (sundet mellan Sibbofjärden  och Östersjön) var i början av 1600-talet bebyggt med fyra små gårdar: Blanketorp, Öva, Ora och Hässlö. De båda sista omnämndes år 1560 i samband med arvskiftet efter Kristina Gyllenstierna. Hälgö tillhörde på 1640-talet den Stenbockska ätten som på moders sida var besläktad med den Gyllenstiernska. Hälgö övergick sedan till den Banérska familjen. 
Under den Stenbockska och Banérska tiden var Hälgö en stor egendom som omfattade även Måstena i Bälinge socken och Gärdesta i Lästringe socken. Den sista ägaren i den familjen var riksrådet baron Gustaf Pedersson Banér, vars änka Märta Oxenstjärna sålde Hälgö omkring 1723 till greve Nils Gyllenstierna, ägare till närbelägna godset Björksund. Efter 1723 hade Hälgö samma ägare som Björksund medan Måstena och Gärdesta blev skiljt därifrån.
Gårdens huvudbyggnad föll offer för rysshärjningarna 1719 och återuppbyggdes därefter inte. På en karta från 1717 framgår mangården som en huvudbyggnad med två tornliknande flyglar. Nuvarande herrgårdsbyggnad uppfördes av Marianne Mörner år 1914 på nästa udde västerut.
År 1818 ärvdes Björksund tillsammans med Hälgö av stadsrådet greve Adolf Göran Mörner. 1859 var ägarna dennes son, vice häradshövdingen Axel Mörner. Björksund gick sedan i arv till syskonen Carl-Göran och Hedda Mörner. På 1950 delades gården så att Carl-Göran Mörner blev ensam ägare av Björksund och Hedda Mörner tilldelades Helgö och Rågö. Rågö såldes till Naturvårdsverket 1969 och är idag naturreservat. (Lantmäteriet ändrade 2003 stavningen från Helgö till Hälgö) . Gården ägs och förvaltas idag av Hans och Cecilia Mörner.